# شاين هويل
شاين هويل (بالإنجليزية: Shane Howell)‏ هو فنان قتال مختلط أمريكي، ولد في 28 نوفمبر 1983 في أدا في الولايات المتحدة.

## وصلات خارجية
- شاين هويل على موقع يو إف سي (الإنجليزية)
- شاين هويل على موقع بيلاتور (الإنجليزية)
- شاين هويل على موقع شيردوغ (الإنجليزية)
- شاين هويل على موقع Tapology.com (الإنجليزية)
- شاين هويل على موقع IMDb (الإنجليزية)